# SM UC-8
SM UC-8 – niemiecki podwodny stawiacz min z okresu I wojny światowej, ósmy w kolejności okręt podwodny typu UC I. Zwodowany 6 lipca 1915 roku w stoczni Vulcan w Hamburgu, został przyjęty do służby w Kaiserliche Marine jeszcze przed wodowaniem – 5 lipca. Podczas przejścia z Kilonii do Flandrii 4 listopada 1915 roku okręt wszedł na mieliznę na wodach terytorialnych Holandii i został internowany. Zakupiony przez holenderski rząd, w marcu 1917 roku wszedł do służby w Koninklijke Marine jako Hr.Ms. M 1. Służył do 1931 roku, a w roku 1932 został sprzedany na złom.

## Projekt i budowa
Sukcesy pierwszych niemieckich U-Bootów na początku I wojny światowej (m.in. zatopienie brytyjskich krążowników pancernych HMS „Aboukir”, „Hogue” i „Cressy” przez U-9) skłoniły dowództwo Cesarskiej Marynarki Wojennej z admirałem Tirpitzem na czele do działań mających na celu budowę nowych typów okrętów podwodnych. Doceniając też wagę wojny minowej, 9 października 1914 roku ministerstwo marynarki zatwierdziło projekt małego podwodnego stawiacza min opracowanego przez Inspektorat Torped pod kierunkiem dr Wernera, oznaczonego później jako typ UC I.
Przyszły UC-8 zamówiony został 23 listopada 1914 roku jako ósmy z serii 15 okrętów typu UC I(numer projektu 35a, nadany przez Inspektorat U-Bootów), w ramach wojennego programu rozbudowy floty. Pierwsze 10 jednostek typu, w tym UC-8, zostało zbudowanych w stoczni Vulcan w Hamburgu. Stocznia, nie mając wcześniej doświadczenia w budowie okrętów podwodnych, oszacowała czas budowy okrętu na 5-6 miesięcy, i aby dotrzymać tego terminu musiała wstrzymać budowę torpedowców. UC-8 otrzymał numer stoczniowy 52 (Werk 52). Okręt został zwodowany 6 lipca 1915 roku.

## Dane taktyczno-techniczne
UC-8 był niewielkim, przybrzeżnym okrętem podwodnym o konstrukcji jednokadłubowej, którego koncepcja oparta była na projekcie jednostek typu UB I. Długość całkowita wynosiła 33,99 metra, szerokość 3,15 metra i zanurzenie 3,04 metra. Wysokość (od stępki do szczytu kiosku) wynosiła 6,3 metra. Wyporność w położeniu nawodnym wynosiła 168 ton, a w zanurzeniu 183 tony. Jednostka posiadała zaokrąglony dziób oraz cylindryczny kiosk o średnicy 1,3 m, obudowany opływową osłoną, a do jej wnętrza prowadziły dwa luki: jeden w kiosku i drugi w części rufowej, prowadzący do pomieszczeń załogi. Okręt napędzany był na powierzchni przez 6-cylindrowy, czterosuwowy silnik Diesla Daimler RS166 o mocy 90 koni mechanicznych (KM), a pod wodą poruszał się dzięki silnikowi elektrycznemu SSW o mocy 175 KM. Poruszający jedną trójłopatową, wykonaną z brązu śrubą (o średnicy 1,8 m i skoku 0,43 m) układ napędowy zapewniał prędkość 6,2 węzła na powierzchni i 5,22 węzła w zanurzeniu (przy użyciu na powierzchni silnika elektrycznego okręt był w stanie osiągnąć 7,5 węzła). Zasięg wynosił 780 Mm przy prędkości 5 węzłów w położeniu nawodnym oraz 50 Mm przy prędkości 4 węzłów pod wodą. Okręt zabierał 3,5 tony oleju napędowego, a energia elektryczna magazynowana była w akumulatorach składających się ze 112 ogniw, o pojemności 4000 Ah, które zapewniały 3 godziny podwodnego pływania przy pełnym obciążeniu.
Okręt posiadał dwa wewnętrzne zbiorniki balastowe. Dopuszczalna głębokość zanurzenia wynosiła 50 metrów, a czas zanurzenia 23-36 s. Okręt nie posiadał uzbrojenia torpedowego ani artyleryjskiego, przenosił natomiast w części dziobowej 12 min kotwicznych typu UC/120 w sześciu skośnych szybach minowych o średnicy 100 cm, usytuowanych jeden za drugim w osi symetrii okrętu, pod kątem do tyłu (sposób stawiania – „pod siebie”). Układ ten powodował, że miny trzeba było stawiać na zaplanowanej przed rejsem głębokości, gdyż na morzu nie było do nich dostępu (także zapalniki min trzeba było montować jeszcze przed wypłynięciem, co nie było rozwiązaniem bezpiecznym i stało się przyczyną zagłady kilku jednostek tego typu). Uzbrojenie uzupełniał jeden karabin maszynowy z zapasem amunicji wynoszącym 150 naboi. Okręt posiadał jeden peryskop Zeissa. Wyposażenie uzupełniała kotwica grzybkowa o masie 136 kg. Załoga okrętu składała się z 1 oficera (dowódcy) oraz 13 podoficerów i marynarzy.

## Przebieg służby

### Kaiserliche Marine
SM UC-8 został wcielony do służby w Cesarskiej Marynarce Wojennej 5 lipca 1915 roku. Tego dnia pierwszym dowódcą UC-8 został mianowany por. mar. Georg Haag. 18 października nowym dowódcą okrętu został por. mar. Walter Gottfried Schmidt. Podczas rejsu z Kilonii do Flandrii (okręt wysłano w celu wzmocnienia stacjonującej tam flotylli), 4 listopada 1915 roku okręt wszedł na mieliznę u brzegów wyspy Terschelling na wodach terytorialnych neutralnej Holandii (na pozycji 52°23′N 5°05′E/52,383333 5,083333), skąd nie zdołał zejść o własnych siłach. UC-8 został internowany i był przetrzymywany w Nieuwediep i Alkmaar.

### Koninklijke Marine
30 stycznia 1917 roku UC-8 został zakupiony przez holenderski rząd, podobnie jak internowany brytyjski okręt podwodny HMS H6. Wiedza holenderskich inżynierów o szczegółach konstrukcji niemieckiego okrętu została wykorzystana przy remoncie okrętu podwodnego O 8, na którym też zamontowano peryskop Zeissa zdemontowany z UC-8 (w zamian instalując ten zdjęty z ex-angielskiego okrętu). 12 pistoletów Luger P04, znalezionych na pokładzie UC-8, przekazanych zostało do lotnictwa morskiego, gdzie zostały wykorzystane jako broń osobista pilotów. 13 marca 1917 roku okręt został wcielony do służby w Koninklijke Marine pod nazwą Hr.Ms. M 1 (M od hol. Mijnenlegger – stawiacz min).
Pierwszym holenderskim dowódcą okrętu został mianowany por. mar. Dirk Scalongne.
Kolejnymi kapitanami M 1 byli:
- por. mar. Ludovicus A.C.M. Doorman[22] (od 19 lutego do 4 października 1918 r. i ponownie od 20 kwietnia 1920 r. do 26 kwietnia 1921 r.);
- por. mar. Jean Louis Chaillet[23] (od 4 października do 24 grudnia 1918 r.);
- por. mar. Gustaaf E.V.L. Beckman[24] (od 24 grudnia 1918 r. do 7 maja 1919 r. i ponownie od 1 czerwca do 21 sierpnia 1922 r., w stopniu kpt. mar.);
- por. mar. Johannes Jan van der Have[25] (od 7 maja do 15 czerwca 1919 r.);
- por. mar. Esquire H.P. Coertzen de Kock[26] (od 15 czerwca do 21 października 1919 r.);
- por. mar. Jacobus Gerardus van den Berg[27] (od 21 października 1919 r. do 20 kwietnia 1920 r.);
- por. mar. Johan Christiaan Cornelis[28] (od 26 kwietnia 1921 r. do 1 stycznia 1922 r.);
- por. mar. Jacobus Johannes Logger[29] (od 1 stycznia do 1 czerwca 1922 r.);
- por. mar. Johannes van Leeuwen[30] (od 21 sierpnia 1922 r. do 8 kwietnia 1923 r.);
- por. mar. Jan Jacob Wichers[31] (od 8 kwietnia do 1 października 1923 r.);
- por. mar. Henricus C.W. Moorman[32] (od 30 listopada 1924 r. do 21 maja 1926 r.);
- kmdr ppor. Frederik Willem Coster[33] (od 1 czerwca 1931 r. do 16 listopada 1932 r., awansowany na stopień kmdr por.);
- por. mar. Willem Jan Kruys[34] (od 16 listopada 1932 r. do ?).

Okręt – jedyny ze swojego typu, który przetrwał wojnę – służył do 1931 roku, a po wycofaniu został złomowany w 1932 roku.